# Соблювка
Соблювка (пол. Soblówka) — село в Польщі, у гміні Уйсоли Живецького повіту Сілезького воєводства.
Населення — 638 осіб (2011).
У 1975-1998 роках село належало до Бельського воєводства.

## Демографія
Демографічна структура станом на 31 березня 2011 року:
|          | Загалом | Допрацездатний вік | Працездатний вік | Постпрацездатний вік |
| -------- | ------- | ------------------ | ---------------- | -------------------- |
| Чоловіки | 320     | 66                 | 209              | 45                   |
| Жінки    | 318     | 60                 | 151              | 107                  |
| Разом    | 638     | 126                | 360              | 152                  |